# Всеобщие выборы в Перу (1945)
Всеобщие выборы в Перу проходили 10 июня 1945 года. На них избирались президент и члены обеих палат Конгресса Республики. В результате на президентских выборах победу одержал представлявший коалицию Новый демократический фронт Хосе Бустаманте-и-Риверо, получивший 66,9% голосов.

## Результаты

### Президентские выборы
| Кандидат                             | Партия                               | Голоса  | %    |
| ------------------------------------ | ------------------------------------ | ------- | ---- |
| Хосе Бустаманте-и-Риверо             | Новый демократический фронт          | 305 590 | 66,9 |
| Элои Гаспар Урета                    | Революционный союз                   | 150 720 | 33,0 |
| Недействительных/пустых бюллетеней   | Недействительных/пустых бюллетеней   |         | –    |
| Всего                                | Всего                                | 465 310 | 100  |
| Зарегистрированных избирателей/ Явка | Зарегистрированных избирателей/ Явка | 776 572 | 59,9 |
| Источник: Nohlen                     |                                      |         |      |